# Matthias Lehmann (Jurist)
Matthias Lehmann (* 1972 in Gotha) ist ein deutscher Rechtswissenschaftler und Hochschullehrer an der rechtswissenschaftlichen Fakultät der Universität Wien.

## Leben
Lehmann studierte ab 1991 Rechtswissenschaften an der Universität Jena, wo er sein Studium 1996 mit dem Ersten Juristischen Staatsexamen beendete. Anschließend arbeitete er bis 1997 als wissenschaftlicher Mitarbeiter von Karl Meessen in Jena. Nach einem Studienaufenthalt an der Pariser Universität Panthéon-Assas und dem Referendariat am Kammergericht in Berlin legte Lehmann 2002 sein Zweites Staatsexamen ab. Im selben Jahr promovierte er bei Meessen in Jena zum Dr. iur. Anschließend arbeitete er als wissenschaftlicher Assistent am Lehrstuhl von Ursula Stein an der Technischen Universität Dresden. In diese Zeit fällt auch der Erwerb des Titels Master of Laws an der Columbia University (2004). 2011 verlieh ihm diese Universität den Grad des Doctor of Juridical Science. 2006 wechselte Lehmann an den Lehrstuhl von Stefan Leible an der Universität Bayreuth, nachdem die Dresdner Juristische Fakultät geschlossen worden war. In Bayreuth habilitierte Lehmann sich 2008.
Es folgte zunächst eine Lehrstuhlvertretung an der Universität Bielefeld. Ab 2009 hatte er dann den  Lehrstuhl für Bürgerliches Recht, Handels- und Wirtschaftsrecht und Europarecht an der Universität Halle inne. 2014 wechselte er an die Universität Bonn, wo er Direktor des Instituts für Internationales Privatrecht und Rechtsvergleichung war. Seit September 2020 ist Lehmann Professor für Internationales Privatrecht und Rechtsvergleichung am Institut für Europarecht, Internationales Recht und Rechtsvergleichung der Universität Wien. Außerdem gibt Lehmann regelmäßig Gastvorlesungen an den Universitäten Bordeaux, Fribourg und Sevilla.

## Werke (Auswahl)
Lehmann publiziert insbesondere zum europäischen und internationalen Privatrecht, Wirtschafts- und Finanzmarktrecht. So stammt etwa die Kommentierung des Internationalen Finanzmarktrechts im namhaften Münchener Kommentar zum Bürgerlichen Gesetzbuch von ihm.
- Die Schiedsfähigkeit wirtschaftsrechtlicher Streitigkeiten als transnationales Rechtsprinzip. Nomos, Baden-Baden 2003, ISBN 978-3-8329-0189-9 (Dissertation).
- Finanzinstrumente - Vom Wertpapier- und Sachenrecht zum Recht der unkörperlichen Vermögensgegenstände. Mohr Siebeck, Tübingen 2009, ISBN 978-3-16-150010-7 (Habilitationsschrift).
- mit B. Sharon Byrd: Zitierfibel für Juristen. 2. Auflage. C.H. Beck, München 2016, ISBN 978-3-406-60366-2.